# Cap des Pins
Cap des Pins est un feuilleton télévisé français en 291 épisodes de 24 minutes créé par Nicolas Cohen, produit par Simone Halberstadt Harari (Télé Images Créations) et réalisés par Bernard Dumont, Dominique Masson, Emmanuelle Dubergey et Emmanuel Fonlladosa et diffusée entre le 14 septembre 1998 et le 31 mars 2000 sur France 2.

## Synopsis
Pendant plus d'un quart de siècle, Anna Chantreuil, timide et complexée, s'est contentée du rôle de l'épouse effacée de Gérard Chantreuil, le patron sans scrupules des Cosmétiques Chantreuil, roi de la manipulation et grand séducteur. Anna a toléré ses nombreuses aventures, supporté ses humiliations, son mépris et ses colères. Le centre de sa vie, c'étaient ses enfants. Mais Brice et Louise ont grandi, et, un jour, Anna a dû se rendre à l'évidence : ils n'avaient plus vraiment besoin de leur mère. De ce fait, maintenant elle se sent inutile et de trop.
Puis, après de longues années de résignation, le désespoir d'Anna s'est transformé en révolte. Sa vie ne pouvait pas se résumer à un mariage raté. Elle décide alors de reprendre une activité, et grâce à Sylvie Matthews, dont elle s'est fait une amie et une alliée, Anna trouve du travail dans la décoration d'intérieur. Et le hasard fait bien les choses : son premier client n'est autre que Serge Létan, un ami d'enfance qui, petit à petit, prend de plus en plus d'importance dans sa nouvelle vie. Anna vient de demander le divorce. Forte de l'amitié de Sylvie et de l'admiration de Serge, Anna prend enfin la décision de quitter son mari. Pour Gérard, c'était la récente et incroyable révélation de sa mère Agathe, la seule personne qu'il respecte et en qui il avait jusque-là une confiance illimitée : Gérard n'est pas l'enfant unique d'Agathe : elle a eu un deuxième fils et ce demi-frère n'est autre que Robinson, le pêcheur solitaire et ennemi juré de Gérard Chantreuil. Anna s'accorde le droit de vivre pour elle-même, d'écouter ses envies et désirs. Le processus de divorce est entamé, et sa liaison avec Serge est en train de prendre une tournure sérieuse. Mais au fond d'elle, Anna reste une femme fragile et influençable, et Chantreuil n'a sûrement pas dit son dernier mot.

## Distribution
- Claude Jade : Anna Chantreuil
- Paul Barge : Gérard Chantreuil
- Raphaël Baudoin : Brice Chantreuil
- Mélanie Maudran : Louise Chantreuil
- Dora Doll : Agathe Chantreuil
- Manuela Dalle : Capucine Matthiews (1998-1999)
- Marcelline Collard : Sylvie Matthiews
- Jay Benedict : Paul Matthiews
- Catherine Gandois : Nadine Bollard
- Olivier Pagès : Robin Guirec
- Jean-Christophe Lebert : Jacques Moliano
- Agathe Bergman : Alice Moliano
- Laure Saupique : Olivia Moliano
- Amandine Chauveau : Julie Roblin
- Fabien Thomann : Jean-François Bollard (1998-1999)
- Mathieu Pommier : Antoine Mori
- Olivier Pajot : Juge Mori
- Élisa Servier : Isabelle Mori
- Albane Duterc : Valérie Valmoze (1998-1999)
- Chantal DesRoches : Charlie Galin (1998-1999)
- Pierre Maguelon : Archibald Pessac (1999-2000)
- Arnaud Denissel : Loic Kerjolis (1999-2000)
- Hervé Pauchon : Sébastien (1999-2000)
- Jean-Claude Bouillon : Serge Létan (1999-2000)
- Aurore Aleman : Babette (1999-2000)
- Charlotte Becquin : Pauline (1999-2000)
- Benjamin Boyer : Greg (2000)
- David Brécourt : Julien Giffard (2000)
- Sandrine Chevalier : Emmanuelle (2000)
- Graziella Delerm : Cléa (1999-2000)
- Erwan Demaure : Benoit
- Boris de Mourzitch : Erwan (1999-2000)
- Guillaume de Tonquédec : Jean (1999-2000)
- Suzanne Galea : Charlotte Mori (1999-2000)
- Saïda Jawad
- Julie Marboeuf : Dom (1999-2000)
- Roger Mirmont : Bertrand (1999-2000)
- Rochelle Redfield : Eve (1999-2000)
- Jordan Santoul : Arnaud

## Diffusion et audience
- Lors de la première saison en septembre 1998, le feuilleton diffusé à 18h peine à s'installer[1]. En étant diffusé plus tôt dans l'après-midi, il finit par réunir près d'1 million et demi de téléspectateurs[2].
- La seconde saison connait des bouleversements et change d'horaire, elle est arrêtée en mars 2000[3].

## Chanson du générique
Intitulée Contre vents et marées, la chanson a été écrite et interprétée par Françoise Hardy sur une mélodie composée par Eric Clapton.

## Titre de la série
Le titre de la série renvoie au nom fictif de la station balnéaire Cap-les-pins imaginée par Sébastien Japrisot dans ses films Le Passager de la pluie et Juillet en septembre.

## Claude Jade: propos sur la fin de la série
« Avec le changement de direction de France 2, il fut décidé d'abandonner Cap des Pins, qui se termina en queue de poisson. En faisant la part belle aux histoires d'adolescents, parfois au détriment d'autres personnages, et en multipliant les rôles, les scénaristes ont-ils perdu le fil de l'action et oublié le propos initial ? Les téléspectateurs, qui avaient manqué un épisode, purent avoir des difficultés à comprendre l'intrigue, à laquelle l'imagination des auteurs apportait des rebondissements inattendus, mais, quand la diffusion de Cap des Pins cessa, beaucoup d'entre eux écrivirent à la chaîne pour réclamer une suite. À mon sens, cette aventure fut un peu une occasion manquée et c'est dommage, car il y avait matière à faire un vrai feuilleton français de qualité. Tous les comédiens ont donné le meilleur d'eux-mêmes et ont été, je crois, heureux de travailler ensemble ; le public l'a bien senti. Je fus déçue d'arrêter le tournage, mais contente aussi de souffler un peu. J'avais envie de passer à tout autre chose. »